# Schoepfia clarkii
Schoepfia clarkii là một loài thực vật có hoa trong họ Schoepfiaceae. Loài này được Steyerm. miêu tả khoa học đầu tiên năm 1988.